# Punaluu Black Sand Beach

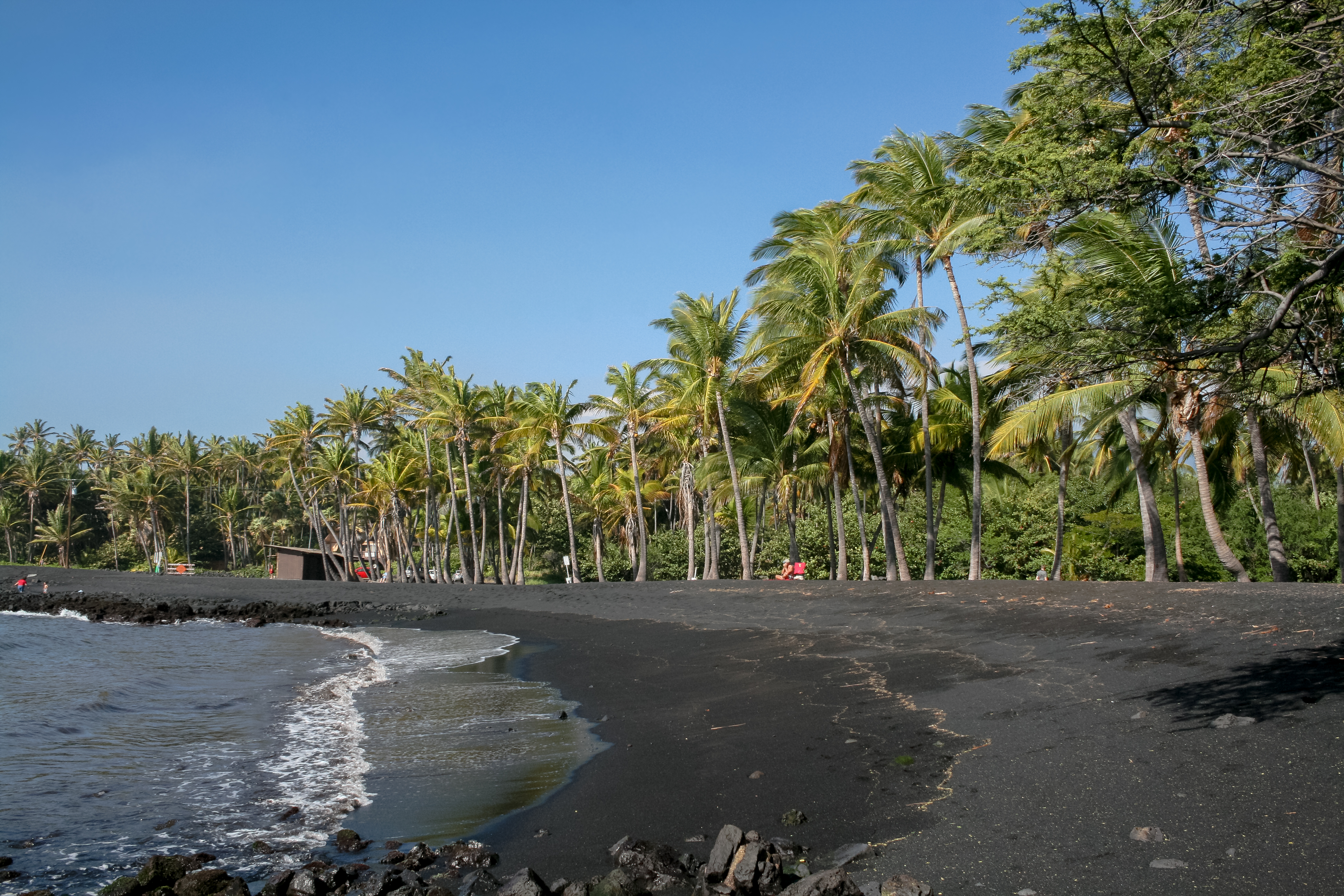
Vista de la playa.

Punaluʻu Black Sand Beach es una playa cercana a Nāʻālehu en la isla de Hawái, Hawái. La playa es de arena oscura debido a los escurrimientos de lava volcánica.

## Geografía
La playa de Punaluʻu Black se localiza geográficamente en 19°03′55″N 155°35′19″O / 19.06528, -155.58861, a una altitud de 2 m s. n. m.
El 13 de agosto de 2007, el Huracán Flossie, golpeó la playa con un oleaje de entre 4,6-6,1 m, y vientos superiores a los 75 km/h, por lo que el área fue declarada en estado de emergencia por la gobernadora de Hawái, Linda Lingle.
- Datos: Q7259890
- Multimedia: Punaluu Black Sand Beach / Q7259890